# Seol Young-woo
Seol Young-woo (koreanisch 설영우; * 5. Dezember 1998 in Ulsan) ist ein südkoreanischer Fußballspieler.

## Karriere

### Verein
Vor seiner Zeit in der Universitätsmannschaft der University of Ulsan ab 2017 spielte er schon seit 2011 in den U-Mannschaften von Ulsan Hyundai. Anfang 2020 ging er dann nach dem Ende seiner Zeit in der Universität fest in den Kader von Ulsan über. Sein Debüt in der K League 1 hatte er schließlich am 6. Juni 2020 bei einem 4:0-Sieg über die Pohang Steelers. Zwar verpasste er in der Saison 2020 mit seiner Mannschaft die Meisterschaft, gewann jedoch die AFC Champions League 2020 mit seiner Mannschaft, wo er auch im Finale zumindest kurzzeitig zum Einsatz kam. Auch bei der Klub-WM 2020 kam er dann zum Einsatz. In den Spielzeiten 2022 und 2023 gelang ihm mit seinem Team dann jedoch schließlich der Gewinn der Meisterschaft.
Am 29. Juni 2024 wechselte Seol für eine ungenannte Summe zu dem serbischen Verein Roter Stern Belgrad und erhielt einen Dreijahresvertrag mit der Option auf eine einjährige Verlängerung.

### Nationalmannschaft
Er gehörte beim Fußball-Turnier der Olympischen Spiele 2020 zum Kader der südkoreanischen Mannschaft und kam hier in allen Partien bis auf das erste Gruppenspiel zum Einsatz. Auch beim Turnier der Asienspiele 2022 gehörte er dieser Auswahl an und gewann mit ihr im Finale die Goldmedaille.
Erstmals für die A-Nationalmannschaft kam er am 20. Juni 2023 bei einem 1:1-Freundschaftsspiel gegen El Salvador zum Einsatz. Dort stand er auch mit in der Startelf. Nach einigen weiteren Freundschaftsspielen im Herbst des Jahres bekam er ab November 2023 auch Einsätze in der Qualifikation für die Weltmeisterschaft 2026. Auch bei der Asienmeisterschaft 2024 gehörte er mit zum Kader und hatte hier beim 3:1-Auftaktsieg über Bahrain sein Turnier-Debüt.